# Neeskotten
Neeskotten ist eine Ortschaft  von Wipperfürth im Oberbergischen Kreis im Regierungsbezirk Köln in Nordrhein-Westfalen (Deutschland). Die Ortschaft gehört zum Ortsteil Agathaberg und liegt auf einer Höhe von 265 m ü. NHN.

## Lage und Beschreibung
Neeskotten liegt im südlichen Wipperfürth an der Landstraße L302 zwischen Dohrgaul und Frielingsdorf (Lindlar).
Nachbarorte sind Oberdierdorf, Unterdierdorf, Kahlscheuer und Vordermühle.
Durch Neeskotten fließt der Bach Dierdorfer Siefen.

## Geschichte
1533 wurde der Ort das erste Mal urkundlich erwähnt und zwar "In der Abgabenliste für den Wipperfürther Termin ist Neeskotten genannt."
Schreibweise der Erstnennung: Neeskoetten

## Busverbindungen
Haltestelle Neeskotten:
- 333 Wipperfürth – Dohrgaul – Frielingsdorf – Engelskirchen Bf. (OVAG, Mo–So, kein Abend- und Nachtverkehr)